# Воздвиженка (Приморский край)
Воздви́женка — село в Уссурийском городском округе Приморского края России. 

## География
Село находится на «старой» автотрассе «Уссури», на расстоянии 9 км к северу от города Уссурийск, административного центра округа, и 85 км к северу от города Владивосток, административного центра края.

## История
Основано в 1883 году. В начале 1890 годов в селе построены церковь и школа, в которой было 4 класса. В 1922 году на объединении нескольких крестьянских хозяйств образован колхоз «Новая жизнь». Большую часть села составляли военные. В селе находился артиллерийский дивизион, полк, обслуживающий истребителей. С 1932 года стал застраиваться городок. В 1958 году организовано учебно-опытное хозяйство Приморского сельхозинститута. Главными задачами которого являются обеспечение образцового ведения производства, решения социально-культурных вопросов с учётом достижений научно-технического прогресса и на этой основе обеспечение рабочими профессиями каждого студента по профилю избранной специальности, создание необходимых условий для проведения научно-исследовательской работы.

## Население
| 1897 | 1900  | 1912  | 1915  | 1926  | 1979  | 2002  | 2010  | 2021  |
| ---- | ----- | ----- | ----- | ----- | ----- | ----- | ----- | ----- |
| 982  | ↗1063 | ↗1591 | ↗1743 | ↗2137 | ↗6686 | ↗7275 | ↘6454 | ↘6352 |

## Улицы
| - ул. Авиаторов, - ул. Бадыгина, - ул. Богатырская, - ул. Восточная, - ул. Гарнизонная, - ул. Гастелло, - ул. Дорожная, - пер. Дорожный, - ул. Железнодорожная, - ул. Жуковского, - ул. Заречная, | - пер. Заречный, - ул. Звёздная, - ул. Колхозная, - ул. Кольцевая, - ул. Ленина, - ул. Ленинская, - ул. Лётная, - пер. Луговой, - ул. Мира, - ш. Михайловское, - ул. Молодёжная, | - пер. Молодёжный, - ул. Народная, - ул. Октябрьская, - ул. Осенняя, - ул. Отрадная, - ул. Первая, - ул. Парковая, - ул. Пионерская, - ул. Полевая, - ул. Просторная, - ул. Пушкина, | - ул. Рабочая, - пер. Речной, - пер. Романтиков, - ул. Романтиков, - пер. Ручейный, - ул. Сельхозтехника, - ул. Советская, - ул. Спортивная, - ул. Степная, - ул. Строительная, - ул. Студгородок, | - ул. Тихая, - ул. Урожайная, - ул. Уссурийская, - ул. Хуторная, - ул. Чайковского, - ул. Чехова, - ул. Чкалова, - ул. Шитикова, - пер. Школьный, - ул. Шумная, - ул. Энтузиастов. |

## Инфраструктура
В селе расположены учебные корпуса некоторых факультетов Приморской государственной сельскохозяйственной академии (прежнее название «Приморский сельскохозяйственный институт»).
В непосредственной близости от села находится авиабаза ВВС России «Воздвиженка». Расположен 322-й авиаремонтный завод Минобороны России, специализирующийся на ремонте боевых самолётов марки «Су».

## Транспорт
Западнее села проходит железнодорожная линия Уссурийск — Гродеково. Ближайшая железнодорожная станция находится Воздвиженский находится на расстоянии 8 км к северо-западу.

## Известные уроженцы
- Бураков, Анатолий Павлович (род. 1939) — советский и российский деятель военной контрразведки, генерал-майор.
- Насонова, Эльвира Тимофеевна (род. 1941) — советская, украинская и российская альпинистка. Мастер спорта СССР.
- Серова, Елена Олеговна (род. 1976) — российский политический деятель, космонавт, Герой Российской Федерации[11].
- Шитова, Татьяна Игоревна (род. 1975) — российская актриса театра, кино и дубляжа, озвучившая голосового помощника «Алиса» для IT-компании Яндекс.

## Галерея

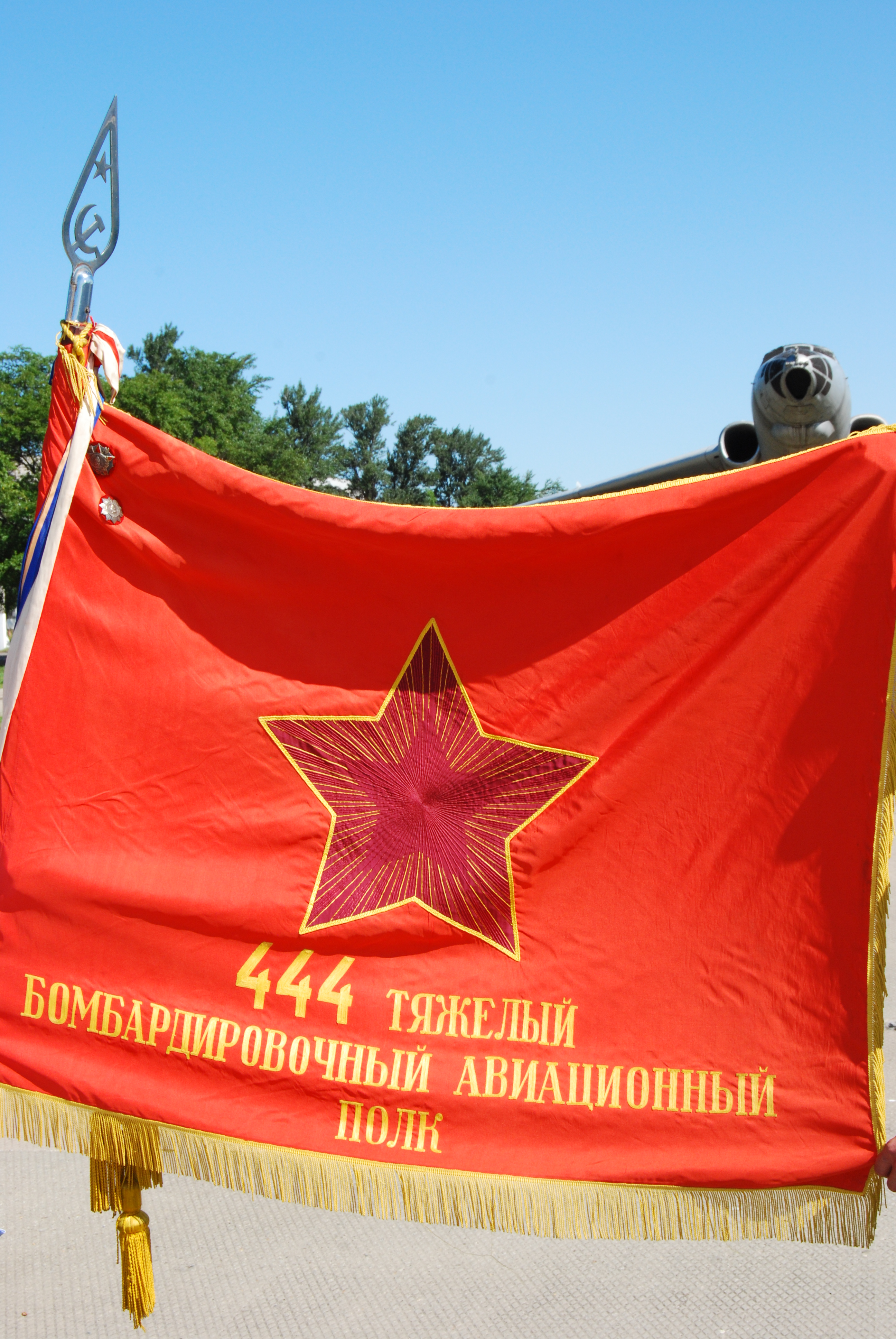
Знамя Воздвиженского полка
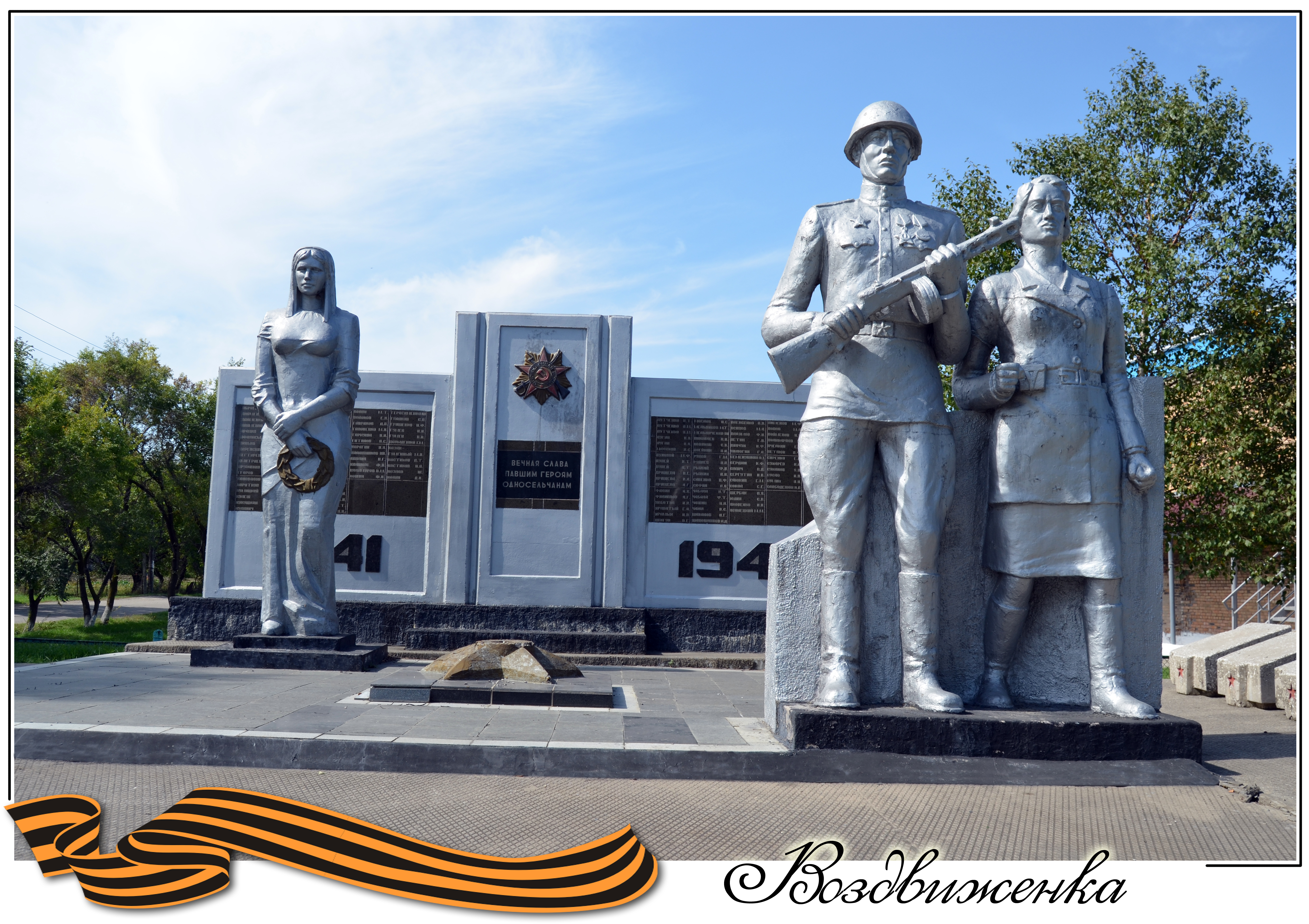
Памятник односельчанам, погибшим в Великой Отечественной войне 1941-1945 гг.
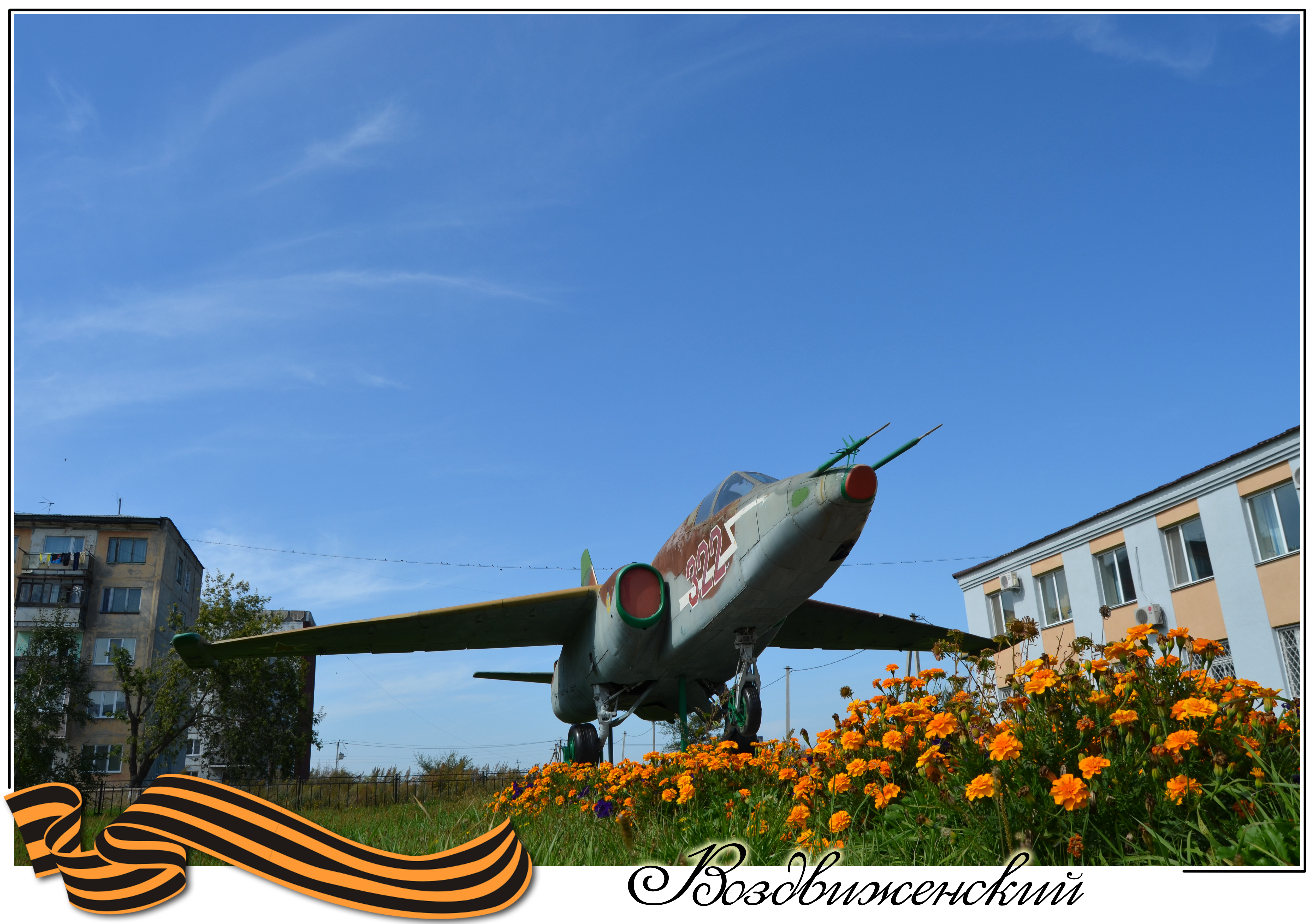
Памятник у авиаремонтного завода.
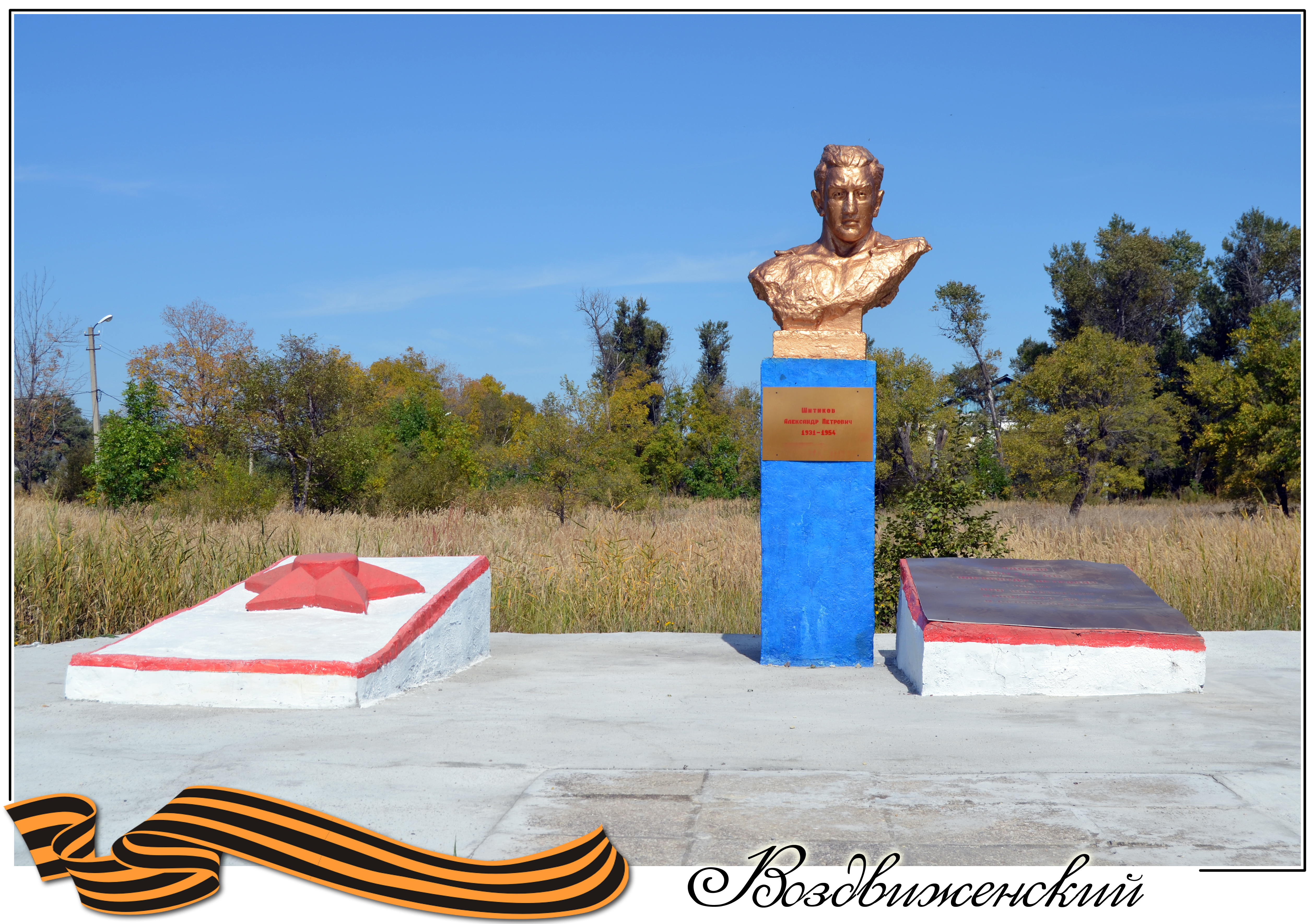
Памятник Александру Петровичу Шитикову, ценой собственной жизни спасшего гарнизон от трагедии.
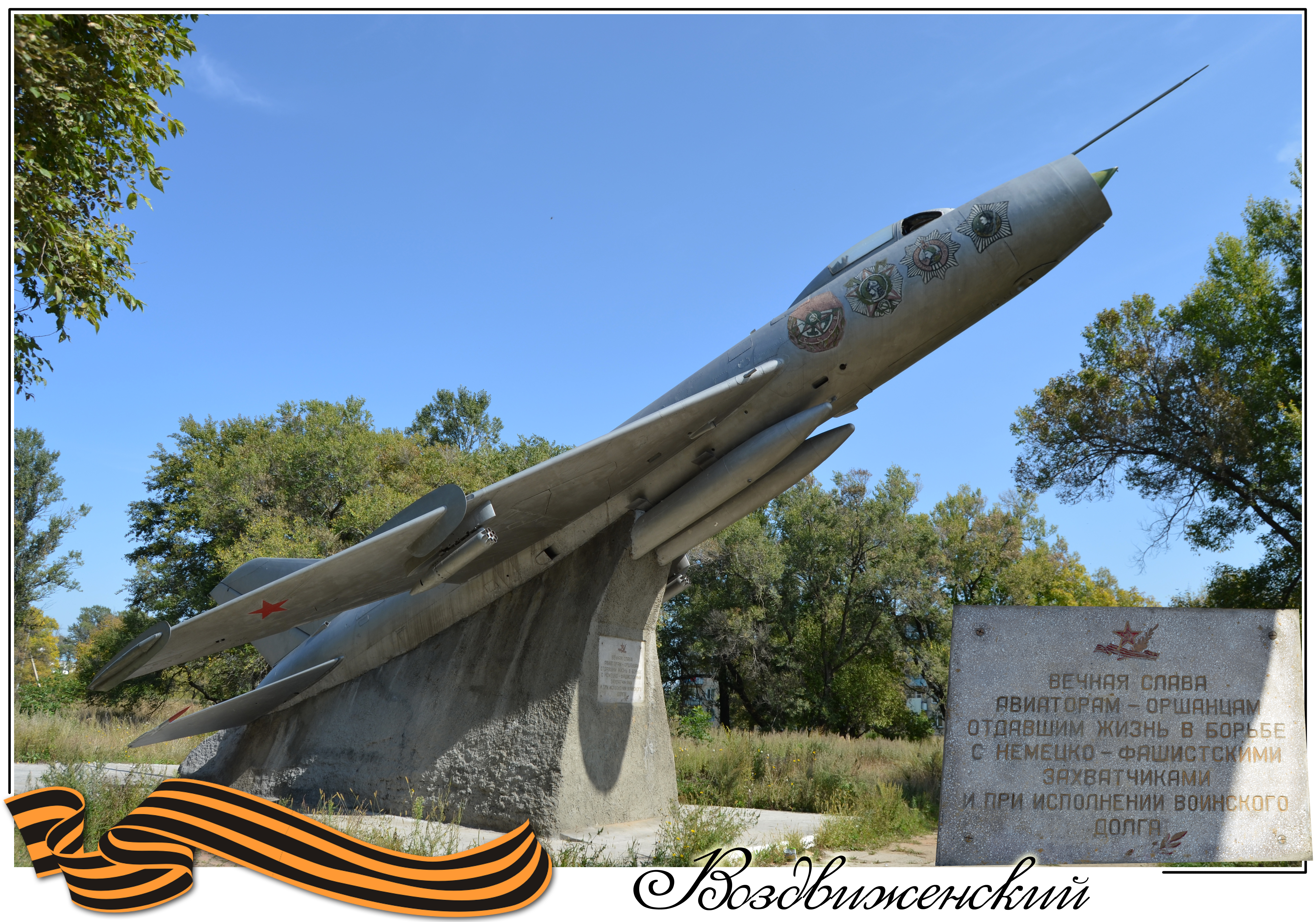
Памятник авиаторам-оршанцам.
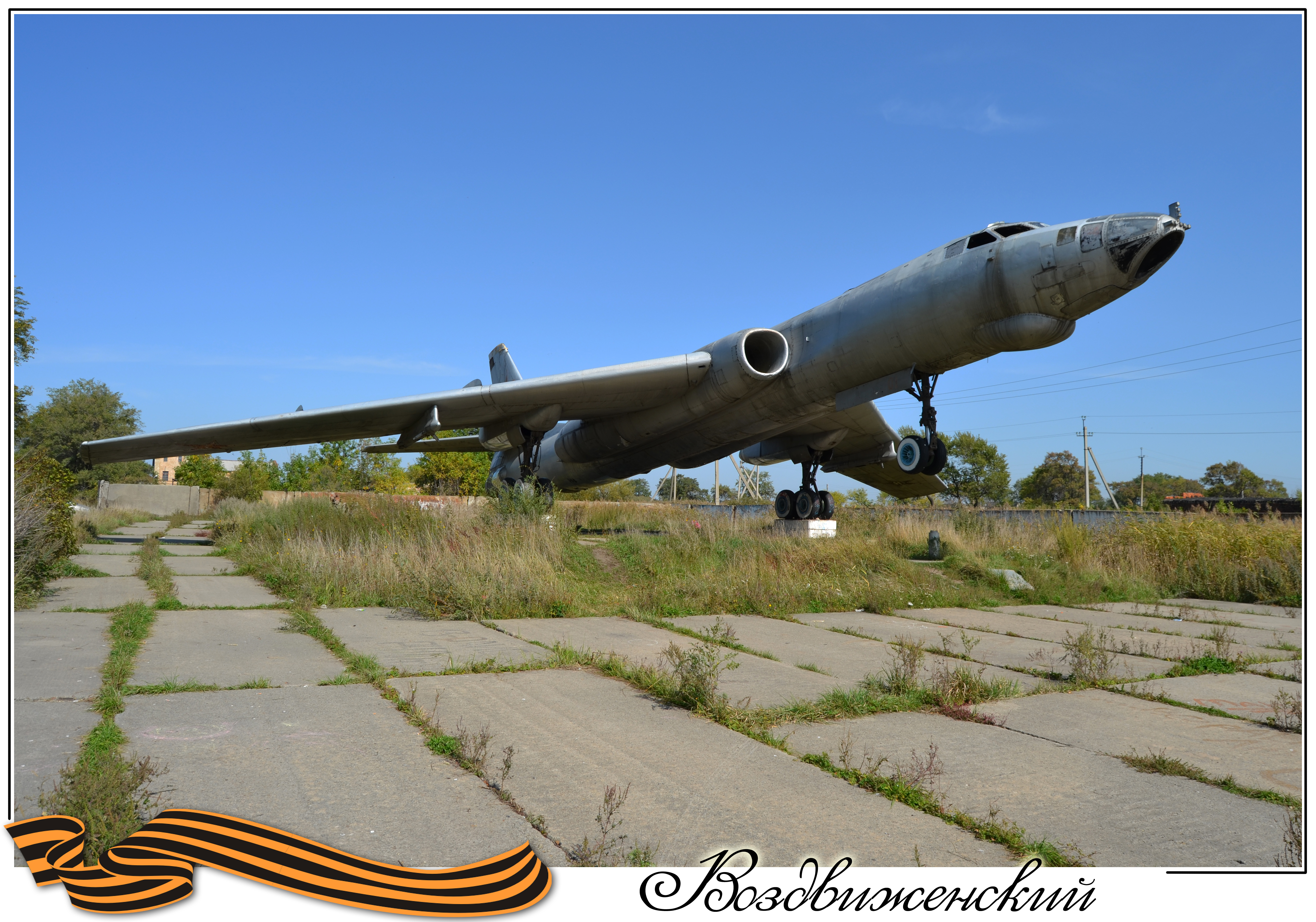
Памятник лётчикам дальней авиации.